# Melle (stacja kolejowa w Niemczech)
Melle - stacja kolejowa w Melle, w kraju związkowym Dolna Saksonia, w Niemczech. Znajduje się tu 1 peron.